# تیراندازی در المپیک تابستانی ۱۹۶۸
تیراندازی در بازی‌های المپیک تابستانی ۱۹۶۸ نام رویداد ورزش تیراندازی در بازی‌های المپیک تابستانی بود که در سال ۱۹۶۸ برگزار شد. این مسابقات از هفت بخش تشکیل شده بود که در مکزیکو سیتی برگزار شد.

## جدول مدال‌ها
| رتبه | کشور                | طلا | نقره | برنز | مجموع |
| ۱    | اتحاد شوروی         | ۲   | ۱    | ۲    | ۵     |
| ۲    | ایالات متحده آمریکا | ۱   | ۲    | ۰    | ۳     |
| ۳    | آلمان غربی          | ۱   | ۱    | ۱    | ۳     |
| ۴    | چکسلواکی            | ۱   | ۰    | ۰    | ۱     |
| ۴    | بریتانیای کبیر      | ۱   | ۰    | ۰    | ۱     |
| ۴    | لهستان              | ۱   | ۰    | ۰    | ۱     |
| ۷    | مجارستان            | ۰   | ۱    | ۰    | ۱     |
| ۷    | ایتالیا             | ۰   | ۱    | ۰    | ۱     |
| ۷    | رومانی              | ۰   | ۱    | ۰    | ۱     |
| ۱۰   | آلمان شرقی          | ۰   | ۰    | ۲    | ۲     |
| ۱۱   | نیوزیلند            | ۰   | ۰    | ۱    | ۱     |
| ۱۱   | سوئیس               | ۰   | ۰    | ۱    | ۱     |